# Бьонвиль-сюр-Нье
Бьонви́ль-сюр-Нье (фр. Bionville-sur-Nied) — коммуна во французском департаменте Мозель региона Лотарингия. Относится к кантону Булеи-Мозель.

## Географическое положение

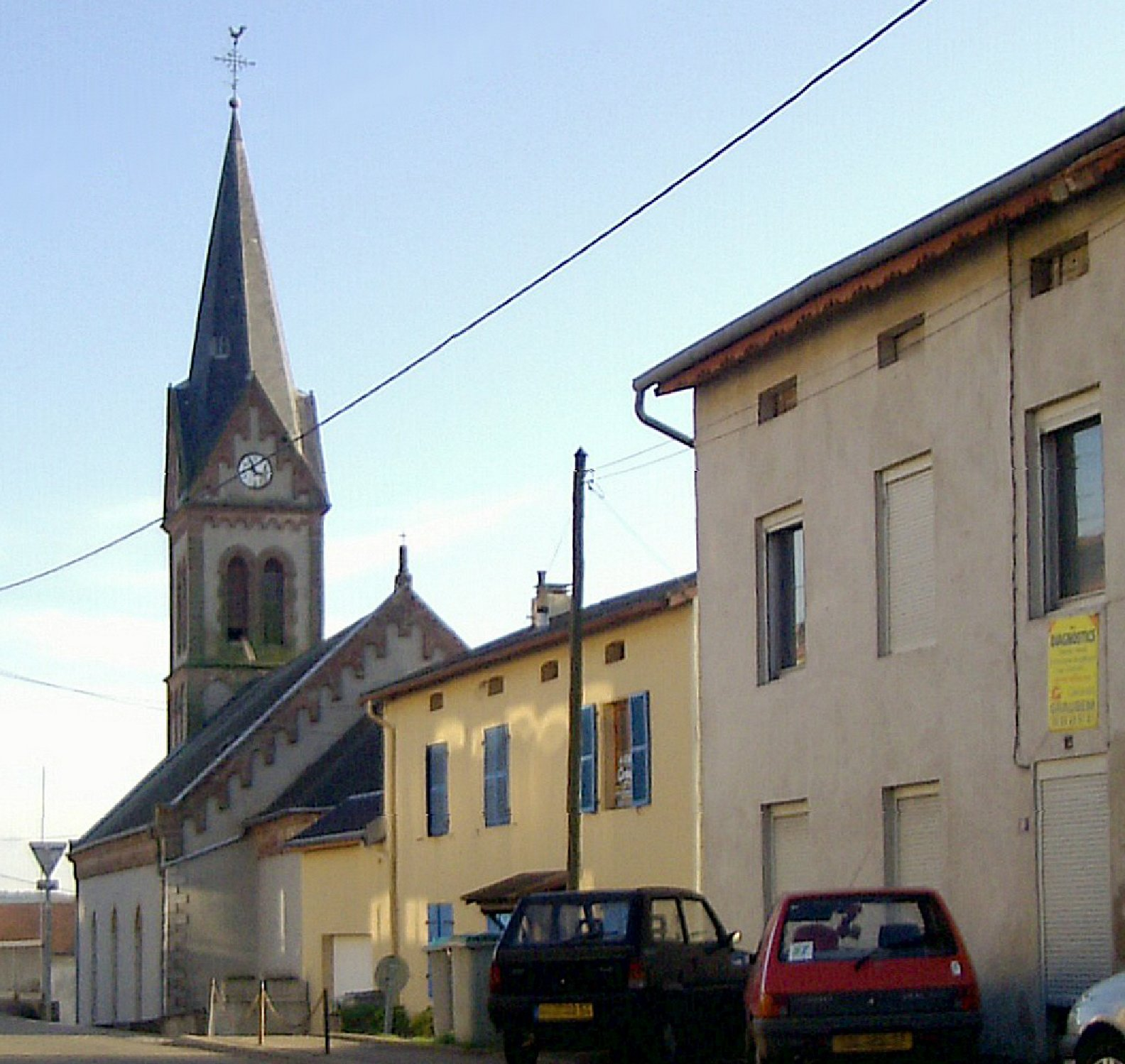
Бьонвиль-сюр-Нье. Церковь святого Жана Батиста.

Бьонвиль-сюр-Нье расположен в 23 км к востоку от Меца в долине реки Нье. Соседние коммуны: Банне и Вариз на севере, Брук на северо-востоке, Маранж-Зондранж на востоке, Фулиньи и Равиль на юго-востоке, Сервиньи-ле-Равиль на юго-западе, Курсель-Шоси на западе.

## История
- Здесь располагался сеньорат аббатства Сент-Авольд.
- С XVII века в коммуне проживала еврейская община. К 1950 году большинство членов общины съехали из коммуны в Мец и Булеи.

## Демография
По переписи 2008 года в коммуне проживало 367 человек.	

## Достопримечательности
- Замок XV века.
- Церковь святого Жана Батиста, 1769 года, колокольня в нео-романском стиле конца XIX века.
- Часовня в романском стиле в Морланже.